# Cuevas del Becerro
Cuevas del Becerro is een gemeente in de Spaanse provincie Málaga in de regio Andalusië met een oppervlakte van 16 km². In 2007 telde Cuevas del Becerro 1847 inwoners.